# Ácido isonipecótico
O ácido isonipecótico é um composto heterocíclico que atua como agonista parcial do receptor GABAA. Consiste em um anel piperidina com uma porção de ácido carboxílico na posição iso, e por isso também é conhecido como ácido 4-piridinocarboxílico.